# Херсонська кондитерська фабрика
Херсонська кондитерська фабрика — українське кондитерське підприємство.

## Історія
У 1903-1904 роках в Херсоні було побудовано будівлю для Херсонського політехнічного інституту. B 1926-1928 роки будівля інституту перебудовувалася і в ньому встановлювалося обладнання для виробництва кондитерських виробів. Запрацювала Херсонська кондитерська фабрика в 1928 році, вона носила назву «Фабрика цукерок, халви, пряників, шоколаду і штучного меду, газованих і фруктових вод». Також її присвоїли ім'я Петра Лазаровича Войкова — радянського політичного і державного діяча.
B 1930 році фабрика переїхала на нове місце за адресою: вулиці Перекопської, 12, де знаходилася всі останні роки. B 1994 році підприємство було зареєстроване як ТОВ «Херсонська кондитерська фабрика».
На фабриці працюють три основні цехи: карамельний, цукерковий і вафельний. На ній виготовляється близько 300 найменувань кондитерських виробів — цукерки, карамелі, драже, ірис, вафлі, печиво і зефір. Херсонська кондитерська фабрика випускає до 7 тис. тонн продукції щорічно. На виставці-ярмарку «Українські ласощі» в Києві продукція підприємства відзначена шістьма дипломами «За виробництво кондитерського виробу високої якості».
Влітку 2021 року виробничі будівлі та земельну ділянку Херсонської кондитерської фабрики були продані українському бізнесменові турецького походження Акгюну Мухаммету Сюрурі. У ТОВ «Херсонська кондитерська фабрика» залишилися у власності земля і будівлі вздовж вулиці Перекопської, де знаходиться адміністративна будівля і фірмовий магазин. Випуск продукції фабрика продовжує в іншому місці.